# İnhisar, Uluborlu
İnhisar là một xã thuộc huyện Uluborlu, tỉnh Isparta, Thổ Nhĩ Kỳ. Dân số thời điểm năm 2011 là 92 người.